# Christophe Colomb
Christophe Colomb je francouzský němý film z roku 1904. Režisérem je Vincent Lorant-Heilbronn (1874–1912). Film trvá zhruba 12 minut a premiéru měl 24. dubna 1904.

## Děj
Filmový příběh o Kryštofu Kolumbovi se skládá z 8 scén:
1. Vítězství na moři.
2. Přistání v Americe.
3. Radující se indiáni. (balet)
4. Triumfální příjezd do Barcelony.
5. Přijetí u španělského dvora.
6. Kryštov Kolumbus v nemilosti.
7. Kryštov Kolumbus ve vězení.
8. Vzdání holdu Kryštofu Kolumbovi. (apoteóza)

## Obsazení
| Vincenzo Denizot | Kryštof Kolumbus |